# Anarchoprymitywizm
Anarchoprymitywizm – polityczna ideologia i anarchistyczna krytyka cywilizacji chcąca powrotu nieucywilizowanego życia przez deindustrializację i zakazania kwalifikacji zawodowych i pracy oraz wysokiej technologii mającej zły wpływ na naturę. Anarchoprymitywiści krytykują rewolucję przemysłową i postęp techniczny. W opinii anarchoprymitystów przejście przez całą ludzkość w dawnych czasach z etapu zbieracko-łowieckiego do rolniczego spowodowało nierówność i wyzysk, alienację społeczną wśród niektórych ludzi i problemy ze stresem społecznym i problemami psychicznymi.
Niektórzy zwykli anarchiści także krytykują pewne okresy w dziejach ludzkości, lecz nie krytykują samej cywilizacji i tym różnią się od anarchoprymitywistów. Anarchoprymitywiści przede wszystkim chcą powrotu dzikiej formy życia u ludzi i czasem są traktowani jako skrajna forma zielonego anarchizmu, chociaż tak naprawdę zieloni anarchiści nie mają zbyt wiele wspólnego z anarchoprymitywistami, poza troską o naturalne środowisko.

## Charakterystyka
Anarchoprymitywizm uznaje za niereformowalne i destrukcyjne zjawiska oparte na wyzysku takie wytwory cywilizacji jak: państwo, kapitalizm, rynek, globalizacja, nauka czy praca.
Niektórzy z teoretyków ruchu uznają za moment przełomowy w dziejach ludzkości porzucenie gospodarki zbieracko-łowieckiej i upowszechnienie się rolnictwa. Był to według nich moment odejścia od natury, który ostatecznie doprowadził do wszelkich negatywnych zjawisk wymienionych wyżej, bowiem powstała w ten sposób instytucja nadwyżki, co spowodowało pojawienie się nierówności między ludźmi. Egalitarne ich zdaniem wspólnoty pierwotne przekształciły się wówczas w hierarchiczne, oparte na władzy i podziale pracy społeczeństwa.
W USA duży wpływ na rozwój tego odłamu anarchizmu miała książka Against His-Story, Against Leviathan!, której autorem był Fredy Perlman. Poglądy zawarte w tej publikacji stanowiły inspirację m.in. dla Johna Zerzana. Odmianą anarchoprymitywizmu jest anarchotrybalizm, propagowany przez Richarda Hunta i pismo „Alternative Green”. Idee zbliżone do anarchoprymitywizmu były motywami Theodore’a Kaczynskiego, wysyłającego bomby do przedstawicieli środowisk akademickich. Sam jednak odcinał się od idei anarchistycznych.